# Дорога Стоунхенджа
Дорога Стоунхенджа (англ. Stonehenge Avenue) — древняя дорога длиной 2,8 км и шириной около 14 м, вдоль которой видна пара невысоких земляных валов и наружных рвов, из которых брался грунт для отсыпки валов и самой дороги, несколько приподнятой относительно грунта. Обычно используются названия «Авеню» или «Аллея». Включена в состав комплекса «Стоунхендж и Эйвбери», отнесённого к Всемирному наследию ЮНЕСКО.
Начальный отрезок дороги был обнаружен в XVIII веке. В XX веке аэрофотосъёмка (О. Кроуфорд) позволила увидеть всю дорогу (кроме нескольких последних сот метров). Дорога соединяет Стоунхендж с рекой Эйвон. Она два раза меняет направление. Первый отрезок, относящийся ко второму периоду Стоунхенджа, направлен на северо-восток, что соответствует восходу Солнца во время летнего солнцестояния. Это направление указывает также на недавно обнаруженную яму на восточном конце Куркуса — протяжённого объекта, расположенного к северу от Стоунхенджа.
Остальная часть дороги относится ко времени третьего этапа сооружения Стоунхенджа, около 2600—1700 годов до н. э. Здесь она делает резкий поворот на восток (примерный азимут — 94°), а затем плавно закругляется на юго-восток. На последнем участке обваловка имеется только с одной стороны.
В самом конце дорога упирается в обнаруженный в 2008 году хендж, в котором когда-то находился кромлех из долеритовых менгиров. По голубому цвету камня памятник получил название Блухендж. Расстояние между двумя объектами по прямой — чуть больше 2 км.